# Moulin de Tru
Le moulin de Tru est un édifice de la commune de La Chapelle-de-Brain, dans le département d’Ille-et-Vilaine en région Bretagne. 

## Localisation
Il se trouve au sud du département et à l'ouest du bourg de La Chapelle-de-Brain. 

## Historique
Le moulin à vent date du XIXe siècle. 
Il est inscrit au titre des monuments historiques depuis le 24 mai 1974,,.

## Architecture
C'est un moulin de type tour construit en schiste.